# Апраксін Петро Матвійович
Петро́ Матві́йович Апра́ксін (рос. Пётр Матвеевич Апраксин; 1659–1728) — російський державний діяч, сподвижник Петра I, граф (з 1710), сенатор (з 1717), дійсний таємний радник (з 1725).

## Життєпис
Народився 1659 року в родині стольника Матвія Васильовича Апраксіна. Старший брат цариці Марфи Матвіївни, а також Федора й Андрія Апраксіних.
1677 року жалуваний у стольники, з 1689 року — в окольничі. У 1698 році був призначений воєводою у Новгород.
Учасник Великої Північної війни. Після поразки російських військ під Нарвою у 1700 році, Петру Апраксіну був доручений набір драгунських полків, які спільно зі стрільцями склали особливий загін, що прикривав північно-західний кордон Росії. У 1702 році завдав поразки шведській флотилії в гирлі Неви, а потім розбив біля р. Іжори шведський загін. У 1704 році в гирлі Нарви відбив напад шведського флоту, який поспішав на допомогу обложеній російськими військами Нарві.
Наприкінці 1705 року призначений астраханським губернатором, брав участь у придушенні Астраханського повстання, переслідував козаків-некрасівців. У 1708 році уклав договір з калмицьким ханом Аюкою, внаслідок якого калмики перейшли у російське підданство. З 1708 по 1713 роки обіймав посаду казанського губернатора. 23 лютого 1710 року отримав графський титул.
У 1717 році призначений сенатором. У лютому 1718 року за підозрою в організації втечі царевича Олексія Петровича був узятий під варту і доставлений до Москви. Слідством визнаний невинним, у тому ж році був в числі членів Верховного суду над царевичем і підписав йому смертний вирок. З 1722 — президент Юстиц-колегії.
Помер 9 червня (29 травня) 1728 року.